# Sheep Mountain (Teton County, Wyoming)
Der Sheep Mountain ist ein 3426 m hoher Berg im US-Bundesstaat Wyoming und der sechsthöchste Gipfel der Gros Ventre Range in den Rocky Mountains. Der Sheep Mountain bildet einen 8 km langen Grat in der Gros Ventre Range und ist von Jackson Hole aus gut zu sehen. Die Stadt Jackson, Wyoming liegt 21 km südwestlich des Gipfels. Das südliche Ende des Sheep Mountain liegt oberhalb der Baumgrenze und besteht aus felsigen Klippen, die aufgrund ihres Aussehens von Jackson Hole aus als "Schlafender Indianer" bezeichnet werden. Der Sheep Mountain liegt in der Gros Ventre Wilderness des Bridger-Teton National Forest.
1996 stürzte ein Frachtflugzeug der US-Luftwaffe C-130 mit einem Auto und Ausrüstung an Bord von Jackson Hole aus in den Sheep Mountain und tötete einen Agenten des US-Geheimdienstes und acht Mitarbeiter der Luftwaffe. Das Frachtflugzeug transportierte Ausrüstung zu einem anderen Ziel, nachdem US-Präsident Bill Clinton und seine Familie in der Vorwoche in Jackson Hole Urlaub gemacht hatten.

## Belege
1. ↑  Peakbagger: Sheep Mountain. Abgerufen am 17. Januar 2021.
2. ↑  Geonames: Sheep Mountain. Abgerufen am 17. Januar 2021.
3. ↑  Weiner, Tim (August 19, 1996): 9 Die in Crash of C-130 Carrying Clinton Cargo. Hrsg.: The New York Times.